# Caloptilia variegata
Caloptilia variegata is een vlinder uit de familie van de mineermotten (Gracillariidae). De wetenschappelijke naam van de soort werd voor het eerst geldig gepubliceerd in 2001 door Kuznetzov & Baryshnikova.